# Seegraben Freidorf
Der Seegraben Freidorf ist ein Meliorationsgraben und orographisch linker Zufluss der Dahme auf der Gemarkung der Gemeinde Halbe im Landkreis Dahme-Spreewald in Brandenburg. Er beginnt im Naturschutzgebiet Dahmetal bei Briesen, das westlich des Halber Ortsteils Freidorf liegt. Von dort führen mehrere Stränge vorzugsweise in östliche Richtung und vereinigen sich vor der Wohnbebauung Freidorfs in einem Kanal. Er unterquert die Dorfstraße und entwässert wenige Meter weiter östlich in die Dahme.